# Вараподио
Варапо̀дио (на италиански: Varapodio) е село и община в Южна Италия, провинция Реджо Калабрия, регион Калабрия. Разположено е на 208 m надморска височина. Населението на общината е 2226 души (към 2012 г.).